# Římskokatolická farnost Veselí nad Lužnicí
Římskokatolická farnost Veselí nad Lužnicí je územním společenstvím římských katolíků v rámci táborského vikariátu českobudějovické diecéze.

## O farnosti

### Historie
Veselí bylo od roku 1261 v majetku cisterciáků z Vyššího Brodu. V témže roce je také prvně připomínán místní kostel, zasvěcený Povýšení svatého Kříže. Samotná stavba kostela však byla zhruba ještě o třicet let starší. Kostel byl dále rozšiřován a přestavován. V roce 1655 byl částečně poškozen požárem. Následně byl upravován barokně až do dnešní podoby. Roku 1902 byla farnost povýšena na děkanství.

#### Přehled duchovních správců
- 1901–1907 R.D. Jan Uhlík
- 1908–1924 R.D. František Brožka
- 1924–1929 R.D. Jan Novák
- 1930–1932 R.D. Ferdinand Porod
- 1933 R.D. Karel Zahradník
- 1934–1960 R.D. Antonín Komrska
- 1960–1963 R.D. Bohumil Mráz
- 1963–1971 R.D. František Lála
- 1971–1972 R.D. Václav Antony
- 1972–1975 R.D. Jan Pitra
- 1975–1991 R.D. Rudolf Hevera
- 1991–1995 R.D. Stanislav Sasina
- 1995–1997 R.D. Martin Brousil
- 1997–2016 Mons. Vlastimil Kročil
- 2016–2020 R.D. ICLic. Stanislav Brožka
- od 15. 7. 2020 R.D. Jan Skibiński

### Současnost
V roce 2015 byl veselský administrátor, ThDr. Vlastimil Kročil, Ph.D. jmenován českobudějovickým biskupem. Dne 13. června 2015 přijal v českobudějovické katedrále biskupské svěcení, nadále však při výkonu biskupské funkce zůstal i statutárem veselské farnosti. Teprve v červenci 2016 byl jmenován veselským administrátorem R.D. ICLic. Stanislav Brožka. Z Veselí jsou ex currendo spravovány farnosti Drahov a Dráchov. Od 1. ledna 2020 byla do farnosti Veselí na Lužnicí začleněna bývalá farnost Hamr.
| Kostel                     | Místo                 | Bohoslužba                                       | Bohoslužba             | Poznámka                         |
| -------------------------- | --------------------- | ------------------------------------------------ | ---------------------- | -------------------------------- |
| Kaple sv. Jana Nepomuckého | Kundratice            | neslouží se pravidelně                           | neslouží se pravidelně | obecní kaple                     |
| Kaple                      | Sviny                 | neslouží se pravidelně                           | neslouží se pravidelně | obecní kaple                     |
| Kostel Povýšení sv. Kříže  | Veselí nad Lužnicí I  | neděle pátek                                     | 9.30 17.30             | farní kostel                     |
| Oratorium                  | Veselí nad Lužnicí I  | neděle pondělí úterý středa čtvrtek pátek sobota | 17.00 9.00 17.00       | v domově důchodců                |
| Oratorium                  | Veselí nad Lužnicí I  | sobota                                           | 9.00                   | v Domově s pečovatelskou službou |
| Kostel sv. Floriána        | Veselí nad Lužnicí II | středa                                           | 17.30                  | filiální kostel                  |